# Petershill Partners
Petershill Partners plc ist eine britische Investmentgesellschaft mit Sitz in London. Sie investiert in alternative Anlagen, indem sie sich auf Private Equity und andere private Kapitalstrategien konzentriert. Als Investmentgesellschaft bietet sie als General Partner Lösungen an und stellt alternativen Vermögensverwaltern durch den Erwerb von Minderheitsbeteiligungen Kapital zur Verfügung. In diesem Zusammenhang ist sie an 20 alternativen Vermögensverwaltern (Partner-Firmen) beteiligt. Die Erträge generieren sich hauptsächlich in Form von Gebühren. Das Unternehmen partizipiert an den Gebühreneinnahmen von mehr als 200 zugrunde liegenden Fonds.
Im August 2024 beliefen sich die verwalteten Mittel auf insgesamt ca. 4,02 Mrd. Pfund.
Mehrheitseigentümer ist die Goldman Sachs Asset Management mit ca. 80 % Anteilen.
Das Unternehmen ist an der Londoner Börse gelistet und Teil des FTSE 250 Index.

## Geschichte
Das Unternehmen wurde 2007 von Goldman Sachs gegründet. Der Börsengang wurde im September 2021 durchgeführt. Zu diesem Zeitpunkt wurde es mit 4 Mrd. £ bewertet. Durch den Börsengang nahm Goldman Sachs 1,2 Mrd. £ ein. Die Aktie wurde für 350 Pence auf den Markt gebracht. Zwischen seiner Gründung und seinem Börsengang im September 2021 sammelte und investierte es 8,5 Milliarden US-Dollar. Unmittelbar nach dem Börsengang verlor das Unternehmen jedoch fast 10 % seines Wertes.